# عقد لمفية فوق الترقوة
العقد اللمفية فوق الترقوة (بالإنجليزية: Supraclavicular lymph nodes)‏، هي مجموعة من العقد الليمفاوية تظهر أعلى الترقوة، والتي يمكن الشعور بها في الحفرة فوق الترقوة. وتسمى العقد اللمفاوية فوق الترقوة على الجانب الأيسر بـعقدة فيرخوف.

## التشريح
عقدة فيرخوف هي عقدة ليمفاوية فوق الترقوة على الجانب الأيسر.

## الأهمية السريرية

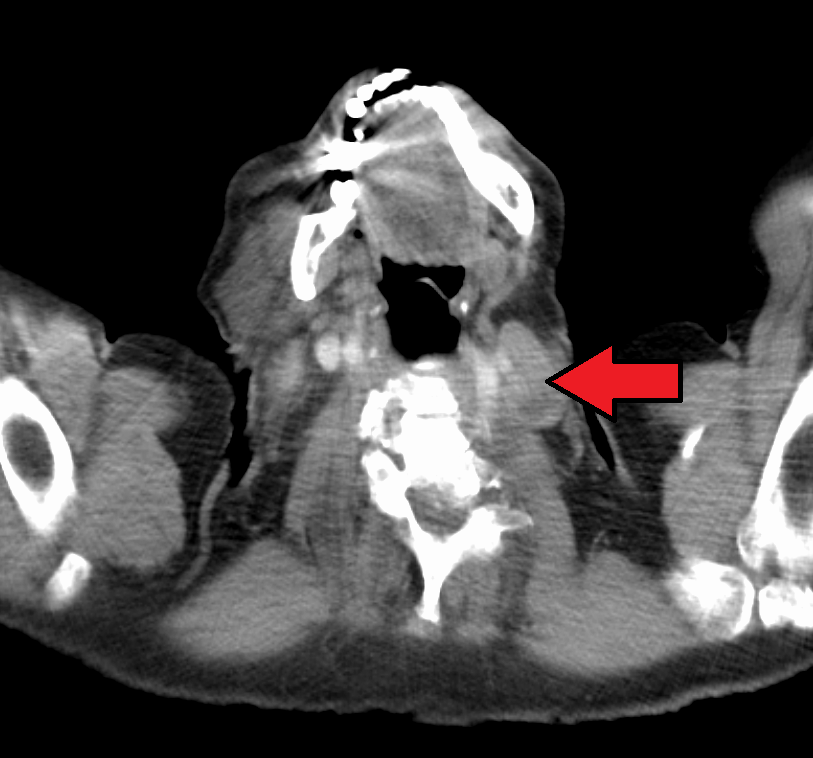
صورة مقطعية تُظِهر عقدة فيرخوف متضخمة.

يمكن أن تصل الأورام الخبيثة في الأعضاء الداخلية إلى مرحلة متقدمة قبل أن تُظِهر أي أعراض. يمكن أن يظل سرطان المعدة -على سبيل المثال- بدون أعراض أثناء انتشاره. إحدى أعراضه الأولى المرئية هي انتشاره إلى العقد الليمفاوية فوق الترقوة اليسرى.
تستمد عقد فيرخوف من الأوعية اللمفاوية في تجويف البطن، وبالتالي فهي العقد اللمفاوية الحارسة للسرطان في البطن، وخاصًة سرطان المعدة، المبيض، الخصية، الكلى الذي ينتشر عبر الأوعية اللمفية ولمفوما هودجكين. عادةً ما ينتج هذا الانتشار عن علامة تروازييه، وهي عبارة عن انتقاخ وتضخم في عقدة فيرخوف وتصبح العقد صلبة.
العقد فوق الترقوة اليسرى هي عقدة فيرشو الكلاسيكية لأنها تتلقى التصريف اللمفي لمعظم الجسم (من القناة الصدرية ) وتدخل الدورة الدموية الوريدية عبر الوريد تحت الترقوة الأيسر. قد يسد انتشار السرطان القناة الصدرية مما يؤدي إلى انتفاخ وتجمع للسائل اللمفي في العقد المحيطة بفيرخوف. مفهوم آخر هو أن إحدى العقد فوق الترقوية تمثِّل وتتوافق مع إحدى العقد الطرفية على طول القناة الصدرية، لذا تتضخم عند إصابتها.
يشمل التشخيص التفريقي لعقدة فيرخوف المتضخمة : سرطان الغدد الليمفاوية، الأورام الخبيثة داخل البطن المختلفة، سرطان الثدي والعدوى (مثل الذراع). وبالمثل، تتضخم العقد الليمفاوية فوق الترقوة اليمنى في الأورام الخبيثة الصدرية مثل سرطان الرئة، سرطان المريء، وكذلك لمفوما هودجكين.

## التسمية
سُميت عقد فيرخوف باسم رودلف فيرخوف (1821-1902)، عالم الأمراض الألماني الذي وصف العقد لأول مرة وارتباطها بسرطان المعدة في عام 1848. في عام 1889، لاحظ عالم الأمراض الفرنسي تشارلز إميل تروييه، أن سرطانات البطن الأخرى يمكن أن تنتشر أيضًا إلى نفس العقدة.

## صور إضافية

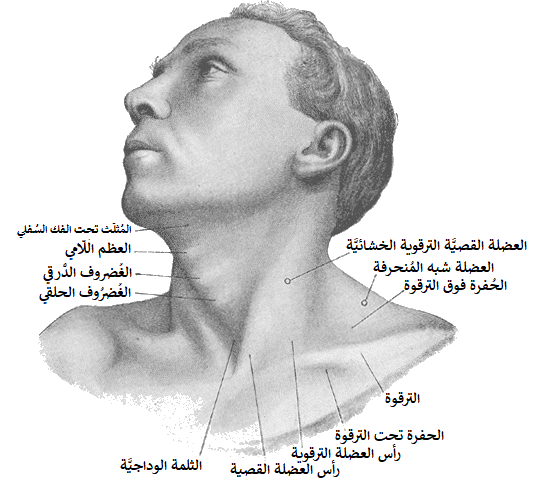
يمكن رؤية العقد الليمفاوية فوق الترقوة في حفرة فوق الترقوة الموضحة هنا.

## روابط خارجية
- synd/1222 على قاموس من سمى هذا؟
- الصورة في umich.edu - يجب التمرير
- https://web.archive.org/web/20080216031919/http://www.med.mun.ca/anatomyts/head/hnl3a.htm
- http://www.aafp.org/afp/20021201/2103.html